# Maxi Biewer
Maxi Biewer (ur. 24 maja 1964 w Berlinie) – niemiecka aktorka i prezenterka, szerzej znana jako bohaterka humorystycznego filmu.

## Życiorys
Urodzona w Berlinie Wschodnim, jako córka pary aktorów: Gerda Biewera i Brigitte Krause. Grała we wschodnioberlińskich teatrach do 1989, gdy wyjechała do Berlina Zachodniego. Od 1992 jest prezenterką pogody stacji RTL.
W 2004 roku w Internecie pojawił się krótki film z nagraniem jej wybuchu śmiechu w trakcie prezentowania pogody na antenie telewizji RTL - nagranie stało się popularne w całych Niemczech.